# Federico González (futbolista)
Federico Rafael González (Colón, 6 de enero de 1987) es un futbolista argentino. Juega como delantero y su equipo actual es el San Martín de San Juan de la Primera División de Argentina.

## Trayectoria

### Independiente
González surgió de las inferiores de Independiente y debutó como profesional en el Rojo el 12 de marzo de 2006, ingresando a falta de un minuto para la finalización del encuentro por Osvaldo Miranda. Su primer gol lo marcó el 8 de diciembre del mismo año en la derrota por 1-2 contra Gimnasia y Esgrima de Jujuy, siendo éste el último gol convertido en la Doble Visera, antes de su demolición.

### Ferro Carril Oeste
Luego de unos años sin mucho lugar en Independiente, el delantero entrerriano se convirtió en refuerzo de Ferro Carril Oeste, militante de la Primera B Nacional. Debutó en la segunda categoría del fútbol argentino el 21 de agosto de 2007 en la victoria sobre Quilmes, ingresando a los 20 minutos del segundo tiempo por Vicente Monje. Dos meses más tarde, le convirtió un doblete a Atlético de Rafaela, siendo sus primeros goles con la camiseta verdolaga.
Durante su paso por el club porteño, González convirtió ocho tantos en 51 partidos.

### Regreso a Independiente
Luego de dos temporadas en la B Nacional, González retornó a Independiente, jugando 8 partidos en la temporada 2009-10.

### Atlético de Rafaela
Federico González volvió a jugar en la Primera B Nacional, esta vez para convertirse en jugador de Atlético de Rafaela. En su primer año, convirtió 13 goles en 36 partidos, siendo fundamental en la consagración de la Crema como campeón de la B Nacional. Se mantuvo en el conjunto santafesino hasta 2015, completando un total de 165 cotejos y 34 goles.

### Tigre
A mediados de 2015, Tigre se hace con los servicios del delantero. Debutó en el Matador el 13 de julio en el empate 2-2 ante Vélez Sarsfield, donde González convirtió el 0-2 parcial. En su primera etapa, convirtió 9 goles en 31 partidos.

### Puebla
Tendría su primer experiencia internacional gracias a la contratación por Puebla de la Primera División de México en 2017. El 18 de enero haría su estreno con la camiseta de La Franja por la Copa México. Ingresó en reemplazo de Jerónimo Amione en el minuto 71, en lo que fue empate a 1 contra Mineros de Zacatecas. En el país de América del Norte jugó 14 partidos y convirtió 4 goles.

### Regreso a Tigre
Luego del préstamo en México, retornó al fútbol argentino. En su primera temporada tras la vuelta, jugó apenas 11 partidos y convirtió 2 goles. Sin embargo, en la temporada 2018-19, consiguió la cifra de 11 goles en 22 partidos en liga, además de 3 goles más por Copa en 11 encuentros, cerrando una gran temporada en el club bonaerense con 14 goles en 33 partidos. Tigre sufrió el descenso a la Primera B Nacional, pero fue campeón de la Copa de la Superliga 2019.

### Estudiantes de La Plata
Sus buenas actuaciones captaron la atención de Estudiantes de La Plata, quien lo contrató a mediados de 2019. En el Pincha debutó el 20 de julio en la victoria por 0-2 sobre Mitre de Santiago del Estero, en el marco de los dieciseisavos de final de la Copa Argentina. Federico González convirtió uno de los goles.
Jugó en Estudiantes de La Plata hasta mediados de 2021, con un resultado de 35 partidos jugados y 3 goles convertidos.

### Audax Italiano
Audax Italiano de la Primera División de Chile contrató al delantero argentino para la segunda parte del campeonato 2021. En su pasaje por el fútbol trasandino convirtió un gol en 11 partidos.

### Quilmes
Tras quedar libre en Chile, volvió al país y en febrero de 2022 se incorporó a Quilmes, participante de la Primera Nacional.

### San Martín de San Juan
Luego de incursionar en el futbol peruano en 2023 en Carlos Manucci de Trujillos, al siguiente año es contratado por San Martín de San Juan para jugarse el ascenso a la primera categoría del fútbol argentino, logro que consigue con el equipo sanjuanino.
A finales de 2024 consigue con el equipo el ascenso a Primera División de Argentina.

## Estadísticas
Actualizado al 2 de julio de 2025

| Independiente Argentina | 1.ª           | 2005-06       | 4   | 0  | —  | —  | — | — | 4   | 0  | 0    |
| Independiente Argentina | 1.ª           | 2006-07       | 3   | 1  | —  | —  | — | — | 3   | 1  | 0.33 |
| Independiente Argentina | 1.ª           | 2009-10       | 8   | 0  | —  | —  | — | — | 8   | 0  | 0    |
| Independiente Argentina | Total         | Total         | 15  | 1  | 0  | 0  | 0 | 0 | 15  | 1  | 0.07 |
| Ferro Carril Oeste Argentina | 2.ª           | 2007-08       | 35  | 5  | —  | —  | — | — | 35  | 5  | 0.14 |
| Ferro Carril Oeste Argentina | 2.ª           | 2008-09       | 16  | 3  | —  | —  | — | — | 16  | 3  | 0.19 |
| Ferro Carril Oeste Argentina | Total         | Total         | 51  | 8  | 0  | 0  | 0 | 0 | 51  | 8  | 0.16 |
| Atlético de Rafaela Argentina | 2.ª           | 2010-11       | 31  | 11 | —  | —  | — | — | 31  | 11 | 0.35 |
| Atlético de Rafaela Argentina | 1.ª           | 2011-12       | 27  | 5  | 0  | 0  | — | — | 27  | 5  | 0.19 |
| Atlético de Rafaela Argentina | 1.ª           | 2012-13       | 35  | 5  | 0  | 0  | — | — | 35  | 5  | 0.14 |
| Atlético de Rafaela Argentina | 1.ª           | 2013-14       | 28  | 4  | 3  | 1  | — | — | 31  | 5  | 0.16 |
| Atlético de Rafaela Argentina | 1.ª           | 2014          | 19  | 2  | 0  | 0  | — | — | 19  | 2  | 0.11 |
| Atlético de Rafaela Argentina | 1.ª           | 2015          | 15  | 3  | 0  | 0  | — | — | 15  | 3  | 0.2  |
| Atlético de Rafaela Argentina | Total         | Total         | 155 | 30 | 3  | 1  | 0 | 0 | 158 | 31 | 0.2  |
| Tigre Argentina | 1.ª           | 2015          | 15  | 4  | 1  | 0  | 2 | 0 | 18  | 4  | 0.22 |
| Tigre Argentina | 1.ª           | 2016          | 11  | 3  | 1  | 0  | — | — | 12  | 3  | 0.25 |
| Tigre Argentina | 1.ª           | 2016-17       | 9   | 1  | 0  | 0  | — | — | 9   | 1  | 0.11 |
| Tigre Argentina | 1.ª           | 2017-18       | 11  | 2  | 0  | 0  | — | — | 11  | 2  | 0.18 |
| Tigre Argentina | 1.ª           | 2018-19       | 22  | 11 | 9  | 3  | — | — | 31  | 14 | 0.45 |
| Tigre Argentina | Total         | Total         | 68  | 21 | 11 | 3  | 2 | 0 | 81  | 24 | 0.3  |
| Puebla · México | 1.ª           | C-2017        | 6   | 1  | 6  | 3  | — | — | 12  | 4  | 0.33 |
| Puebla · México | 1.ª           | A-2017        | 0   | 0  | 1  | 0  | — | — | 1   | 0  | 0    |
| Puebla · México | Total         | Total         | 6   | 1  | 7  | 3  | 0 | 0 | 13  | 4  | 0.31 |
| Estudiantes (LP) Argentina | 1.ª           | 2018-19       | 0   | 0  | 3  | 1  | — | — | 3   | 1  | 0.33 |
| Estudiantes (LP) Argentina | 1.ª           | 2019-20       | 17  | 1  | 7  | 1  | — | — | 24  | 2  | 0.08 |
| Estudiantes (LP) Argentina | 1.ª           | 2021          | 0   | 0  | 8  | 0  | — | — | 8   | 0  | 0    |
| Estudiantes (LP) Argentina | Total         | Total         | 17  | 1  | 18 | 2  | 0 | 0 | 35  | 3  | 0.09 |
| Audax Italiano · Chile | 1.ª           | 2021          | 11  | 1  | 0  | 0  | — | — | 11  | 1  | 0.09 |
| Audax Italiano · Chile | Total         | Total         | 11  | 1  | 0  | 0  | 0 | 0 | 11  | 1  | 0.09 |
| Quilmes Argentina | 2.ª           | 2022          | 31  | 6  | 4  | 1  | — | — | 35  | 7  | 0.2  |
| Quilmes Argentina | Total         | Total         | 31  | 6  | 4  | 1  | 0 | 0 | 35  | 7  | 0.2  |
| Carlos A. Mannucci · Perú | 1.ª           | 2023          | 27  | 1  | 0  | 0  | — | — | 27  | 1  | 0.04 |
| Carlos A. Mannucci · Perú | Total         | Total         | 27  | 1  | 0  | 0  | 0 | 0 | 27  | 1  | 0.04 |
| San Martín (SJ) Argentina | 2.ª           | 2024          | 35  | 6  | 1  | 0  | — | — | 37  | 6  | 0.16 |
| San Martín (SJ) Argentina | 1.ª           | 2025          | 10  | 0  | 2  | 0  | — | — | 12  | 0  | 0    |
| San Martín (SJ) Argentina | Total         | Total         | 46  | 6  | 3  | 0  | 0 | 0 | 49  | 6  | 0.12 |
| Total carrera | Total carrera | Total carrera | 427 | 76 | 46 | 10 | 2 | 0 | 475 | 86 | 0.18 |
| (1)Incluye datos de la Copa Argentina, a la Copa México, a la Copa de la Superliga Argentina, a la Copa de la Liga Profesional y a la Copa Chile. (2)Incluye datos de la Copa Libertadores y a la Copa Sudamericana. (3)Media de goles por encuentro. No incluye goles en partidos amistosos. |               |               |     |    |    |    |   |   |     |    |      |

## Palmarés

### Torneos nacionales
| Título                         | Equipo              | País      | Año  |
| ------------------------------ | ------------------- | --------- | ---- |
| Primera B Nacional             | Atlético de Rafaela | Argentina | 2011 |
| Copa de la Superliga Argentina | Club Atlético Tigre | Argentina | 2019 |

### Otros logros
| Logro                      | Equipo                 | País      | Año  |
| -------------------------- | ---------------------- | --------- | ---- |
| Ascenso a Primera División | San Martín de San Juan | Argentina | 2024 |